# Tani Bunchō
Tani Bunchō, född 15 oktober 1763, död 6 januari 1841, var en japansk målare.
Bunchō tillhörde den nykinesiska skolan och var en mångsidig konstnär och en av sin tids främsta konstkännare. Mest framstående är hans landskapsmålningar, vilka främst utmärks genom  komposition och färgval.